# 嚴道縣
嚴道縣是四川古代的一個縣份，約在現在的四川省滎經縣，即嚴縣，因為縣有蠻夷曰「道」，故曰嚴道，漢代屬蜀郡，晉代屬益州漢嘉郡，晉末大亂，夷獠據。後魏開生獠於此置蒙山郡，領始陽縣、蒙山縣二縣。隋改始陽縣為嚴道縣，蒙山縣為名山縣。仁壽四年，置雅州，煬帝改為嚴道。宋代仍屬雅州。元代屬雅州，明玉珍時省滎經縣入嚴道縣。明洪武四年省嚴道縣入雅州。